# Géza Kiss
Géza Kiss (Pálfalva, Borsod-Abaúj-Zemplén, 22 d'octubre de 1882 – Budapest, 23 d'agost de 1952) va ser un nedador hongarès que va prendre part en els Jocs Olímpics de 1904 i als Jocs Intercalats de 1906.
El 1904 va participar en dues proves de natació: les 880 iardes llures i la milla lliure, guanyant el bronze i la plata respectivament.
Dos anys més tard, el 1906 va participar en els Jocs Intercalats, guanyant una nova medalla, en aquesta ocasió d'or, en els relleus 4x250 metres lliures, formant equip amb Henrik Hajós, Zoltán Halmay i József Ónody.